# Poprostu
«Poprostu» (пол. «Прямо говоря», «попросту») — газета организации левой интеллигенции — Студенческой левицы «Фронт» в Виленском университете, находившейся под влиянием Коммунистической партии Западной Белоруссии (КПЗБ). Издавалась как литературно-общественный двухнедельник в 1935—1936 гг. в Вильно на польском языке. Выступала против социального и национального угнетения в буржуазной Польше, требовала амнистии политзаключённым, освещала международные события. Руководил выпуском газеты публицист Генрик Дембиньский, одним из её редакторов был поэт Максим Танк. Вышло 16 номеров, 6 конфисковано. Закрыта польскими властями; преемником газеты стала газета «Karta», также издававшаяся под руководством Дембиньского.